# (18357) 1990 SR2
(18357) 1990 SR2 est un astéroïde de la ceinture principale d'astéroïdes découvert en 1990.

## Description
(18357) 1990 SR2 a été découvert le 18 septembre 1990 à l'observatoire Palomar, situé au nord de San Diego en Californie, par Henry E. Holt.

### Caractéristiques orbitales
L'orbite de cet astéroïde est caractérisée par un demi-grand axe de 2,19 UA, un périhélie de 1,76 UA, une excentricité de 0,20 et une inclinaison de 4,74° par rapport à l'écliptique. Du fait de ces caractéristiques, à savoir un demi-grand axe compris entre 2 et 3,2 UA et un périhélie supérieur à 1,666 UA, il est classé, selon la JPL Small-Body Database, comme objet de la ceinture principale d'astéroïdes.

### Caractéristiques physiques
(18357) 1990 SR2 a une magnitude absolue (H) de 14,7 et un albédo estimé à 0,055.